# Miraš Dedeić
Miraš Dedeić (Ramovo Ždrijelo, Durmitor, 8. novembar 1938) jeste lider kanonski nepriznate vjerske zajednice (registrovane nevladine organizacije) Crnogorske pravoslavne crkve. Kao lider ove zajednice samozvano se tituliše kao Arhiepiskop Cetinjski i Mitropolit Crnogorski. Sjedište kao poglavara NVO CPC mu se nalazi u Cetinju. Zamjenio je prvog samozvanog poglavara ove nepriznate vjerske zajednice, Antonija Abramovića koji je preminuo 1996. godine.
Devedesetih godina bio je istaknut po srpskim nacionalnim i rodoljubim izjavama i besjedama. Prije nego što je osnovana NVO CPC, Dedeić je bio svešteno lice u okviru kanonske Srpske pravoslavne crkve i Carigragske patrijaršije, odakle je trajno raščinjen. Njegovo javno djelovanje i nastupe prate kontroverze i izjave netrpeljivosti prema SPC i srpskom narodu. Tokom 2023. je smijenjen dok je bio na funkciji. Na svecrnogorskom zboru na Cetinju je na njegovu poziciju izabran njegov učenik Bojan Bojović, što on aktivno osporava.

## Biografija
Dedeić je diplomirao na Teološkom fakultetu u Beogradu 1969. godine, potom je bio suplent monaške škole u manastiru Ostrog. Završio je postdiplomske studije na Papskom orijentalnom institutu u Rimu 1973. godine, a potom pohađao Rusku duhovnu akademiju Svetoga Sergija u gradu Zagorsk. Radio je pri državnim arhivima u SFRJ, Sovjetskom Savezu i Italiji.
Rukopoložen je za mirskog pravoslavnog sveštenika Srpske pravoslavne crkve 1988. godine u Beču, u Crkvi Svete Trojice, od strane mitropolita Austrije i egzarha Italije i Mađarske, Hrizostoma, uz pratnju episkopa austrijskog Mihaila Hristopulisa, grčkog arhimandrita Svete gore, arhimandrita ruskog i bugarskog. Bio je pravoslavni paroh Carigradske patrijaršije u Rimu gdje je kasnije i proizveden u arhimandrita. Početkom 1990ih, odlukom Svetog arhijerejskog sinoda Srpske pravoslavne crkve, zbog teških zloupotreba svešteničkog čina i mnogobrojnih kanonskih prestupa raščinjen je iz ove vjerske zajednice, te svoj rad nastavlja pri Vaseljenskoj patrijaršiji, predstavništvu za Italiju.
Za vrijeme svog rada u Rimu, Dedeić se često oglašavao u medijima, a kao deklarisani Srbin, svoje sljedbenike bi pozdravljao kao „djecu Svetoga Save i potomke kneza Lazara“. Tokom života u Rimu proslavljao je Vidovdan obeležavajući ga „akatistom svim srpskim svetima i pomen palim Srbima za slobodu i nacionalne vrednosti srpskog naroda". Franju Tuđmana je u ovom periodu karakterisao kao slovenskog Hitlera i podržavao je osvajanje Dubrovnika.
Njegov razvod 1994. godine i optužbe bivše supruge za preljubu bile su razlog da ga mitropolit Vaseljenske patrijaršije za Italiju, Spiridon stavi pod zabranu činodejstva. U pismu mitropolitu zagrebačko-ljubljanskom Jovanu (SPC) od 16. maja 1995. Dedeić je ovu suspenziju pravdao navodnim grčkim zamjeranjem, jer je organizovao „srpsku crkvenu opštinu u Rimu“, te mitropolita Jovana molio da ga primi nazad u SPC za parohijskog sveštenika.
Budući odbijen, Dedeić pronalazi svoje mjesto u Crnogorskoj pravoslavnoj crkvi, nevladinoj organizaciji osnovanoj 1993. godine od strane nacionalnih Crnogoraca, privrženih ideji crnogorske nezavisnosti. Uz pomoć sličnih nekanonskih pravoslavnih crkvenih organizacija iz Bugarske i Ukrajine (izopštenih od strane carigradskog patrijarha), u Crkvi Svete Paraskeve u Sofiji, Dedeić je 1998. godine, ustoličen za arhiepiskopa ove nekanonske vjerske zajednice. Hirotonisan je za episkopa od strane nepriznatog patrijarha bugarskog, Pimena i sedam samozvanih mitropolita i episkopa nepriznatog Alternativnog sinoda Bugarske pravoslavne crkve.
Na Cetinju, 31. oktobra 1998. godine, u društvu simpatizera CPC-a, Dedeić se proglasio za samozvanog mitropolita ove vjerske zajednice.
Godine 2006. posjetio je Vukovar gdje je odao počast hrvatskim vojnicima i civilima poginulim u ratu.
Tokom posjete Kotoru 2015. godine, građani su ga u znak protesta nazivali sotonom i ustašom. Tom prilikom Miraš je udario jednu stariju ženu u lice.
Novembra 2022. svojim izjavama uvrijedio je pripadnike romske nacionalne zajednice u Crnoj Gori, zbog čega su romske organizacije zahtjevale njegovo zvanično izvinjenje.
U svojim izjavama izražava izrazitu netrpeljivost prema kanonskoj Srpskoj pravoslavnoj crkvi.
Od njegove Crnogorske pravoslavne crkve (CPC-1993) se 2018. godine odvojila posebna Crnogorska pravoslavna crkva (2018) (CPC-2018).
Pre navodima Miraša Dedeića, njegov bliski saradnik Boris Bojović je tokom avgusta 2023. godine otpočeo kampanju i lobiranje kako bi obmanjujući javnost umjesto njega došao na čelo nekanonske CPC. Dedeić je tada izjavio: Sve ove aktivnosti Boris Bojović radi da bi prikrio svoju nesposobnost, nedjela koja je počinio u CPC kako bi našao spas. Osnovni sud na Cetinju je 2023. odbio predlog Dedeića da se Bojoviću zabrani obavljanje verske službe u objektima NVO CPC.

## Literatura
- Дурковић-Јакшић, Љубомир (1991). Митрополија црногорска никада није била аутокефална. Београд-Цетиње: Свети архијерејски синод Српске православне цркве, Митрополија црногорско-приморска.
- Ивановић, Филип (2006). Проблематика аутокефалије Митрополије црногорско-приморске. Подгорица-Цетиње: Унирекс, Светигора.
- Kalezić, Dimitrije M. (1996). „Autokefalistički pokret u Crnoj Gori: Studija iz sociologije religije”. Religija-crkva-nacija: Vreme posle rata. Niš: Jugoslovensko udruženje za naučno istraživanje religije. стр. 108—122.
- Раковић, Александар (2015). Срби и религијски интервенционизам 1991-2015: Политички аспекти верских изазова српској држави и цркви после распада Југославије. Београд: Хришћански културни центар др Радован Биговић. Архивирано из оригинала 07. 10. 2019. г. Приступљено 07. 10. 2019.
- Раковић, Александар (2019). Црногорски сепаратизам (PDF). Београд: Catena mundi. Архивирано из оригинала (PDF) 22. 08. 2020. г. Приступљено 07. 10. 2019.
- Тодоровић, Владица С. (2016). „Проблематика захтева за аутокефалном црквом у Црној Гори” (PDF). Теолошки погледи. 49 (2): 321—338. Архивирано из оригинала (PDF) 23. 06. 2019. г. Приступљено 24. 05. 2019.
- Џомић, Велибор (2006). „Канонско-правни и државно-правни статус Митрополије црногорско-приморске”. Православље у Црној Гори. Цетиње: Светигора. стр. 129—157.
- Џомић, Велибор (2008). Црногорска лажна црква. Нови Сад-Подгорица: Orpheus, Удружење књижевника Црне Горе.

## Spoljašnje veze
- „Mitropolit crnogorski”. Ustav Crnogorske pravoslavne crkve. Cetinje: Crnogorska pravoslavna crkva. 2009. стр. 9. Архивирано из оригинала 31. 03. 2021. г. Приступљено 13. 4. 2017.
- in4s.net - Kako je raspop Miraš proslavljao Vidovdan
- Razgovor mitropolita Crnogorske pravoslavne crkve (CPC) Mihaila i Episkopa CPC Borisa Bojovića